# Merrie Melodies
Merrie Melodies, és el nom d'una sèrie de curtmetratges d'animació distribuïda per Warner Bros. Pictures entre 1931 i 1969. La sèrie va ser produïda per Leon Schlesinger Productions fins a 1944, quan Schlesinger va vendre el seu estudi a Warner Bros. L'estudi Warner Bros. Cartoons va continuar produint la sèrie fins a 1964, i després d'un període en què se subcontracta DePatie-Freleng Enterprises, Warner Bros. Cartoons continua realitzant-la fins a 1969.

## Història
El  productor Leon Schlesinger havia creat un curtmetratge per a la sèrie Looney Tunes, i el seu èxit el va impulsar a intentar vendre una sèrie semblant a Warner Bros. El seu argument de venda és que la sèrie inclouria música de bandes sonores de pel·lícules de Warner Bros. i això serviria com a publicitat per als enregistraments de Warner Bros. L'estudi va acceptar, i Schlesinger va cridar a la nova sèrie Merrie Melodies.
Walt Disney Productions ja havia guanyat cert èxit amb Silly Symphonies. Des que la producció d'un dibuix animat començava amb la banda sonora, animar una peça musical era molt més fàcil que idear les dues coses.
La sèrie Merrie Melodies va ser adoptada per Rudy Ising, un dels dos animadors (l'altre era Hugh Harman) que va treballar en els curtmetratges originals de Looney Tunes. El primer dibuix animat de la sèrie va ser Lady, Play Your Mandolin!, estrenat el 1931. Ising va tractar d'introduir nous personatges en els curts de Merrie Melodies, com Piggy, Foxy, i Goopy Geer, però Foxy era tan semblant a Mickey Mouse que va ser rebutjat, per tal d'evitar possibles problemes legals amb Walt Disney. Els curts de Merrie Melodies es van convertir a la llarga en històries musicals d'amor sense gran trama ni personatges recurrents, la sèrie va continuar així fins i tot després que Ising deixés l'estudi el 1933.
El 1934, Schlesinger va produir seus primers curts de Merrie Melodies a color, Honeymoon Hotel i Beauty and the Beast, que van ser produïts en Cinecolor (Disney tenia els drets en exclusiva per al procés de Technicolor). L'èxit va fer que Schlesinger produís tots els futurs curts de Merrie Melodies a color. Looney Tunes va continuar en blanc i negre fins a 1943.
Els dibuixos animats de Merrie Melodies van ser obligats a incloure almenys el cor d'una cançó de Warner Bros. La política va molestar als animadors de Merrie Melodies, ja que les cançons interrompien la velocitat i ritme dels dibuixos animats.
A finals dels anys 1930, els animadors van començar a ignorar aquesta obligació, i els curtmetratges de Merrie Melodies es van començar a assemblar més a la sèrie en blanc i negre de Looney Tunes. El 1943, Schlesinger va començar a produir Looney Tunes a color també, i les dues sèries es van tornar pràcticament idèntiques a excepció de la música i la imatge de títol. Per aquest temps el tema musical de Looney Tunes era "The Merry-Go-Round Broke Down" per Cliff Friend i Dave Franklin, i el de Merrie Melodies era una adaptació de "Merrily We Roll Along" per Charles Tobias, Murray Mencher i Eddie Cantaire.
Cal notar que tant Merrie Melodies com Looney Tunes mostraven en pantalla als mateixos personatges, i que des de 1943, tant una com altra són a color, fet que fa que sovint Hom confonga ambdues sèries, o generalment es conega als personatges que als curts apareixien amb el nom de Looney Tunes.
La música de Warner Bros. va continuar apareixent en alguns curts, tanmateix, com es mostra en "The Merry-Go-Round Broke Down" i "Singing in the Bathtub", també la música de Carl Stalling i Raymond Scott, particularment la composició "Powerhouse".